# خوسيه كونتريرز فيرنا
خوسيه كونتريرز فيرنا (بالإسبانية: José Contreras Verna)‏ هو مدرب كرة قدم ولاعب كرة قدم فنزويلي، ولد في 20 أكتوبر 1994 في Guasdualito ‏ في فنزويلا. شارك مع منتخب فنزويلا لكرة القدم. أما مع النوادي، فقد لعب مع ديبورتيفو تاشيرا.

## وصلات خارجية
- خوسيه كونتريرز فيرنا على موقع قاعدة بيانات كرة القدم.إي يو (الإنجليزية)
- خوسيه كونتريرز فيرنا على موقع ناشيونال فوتبول تيمز (الإنجليزية)
- خوسيه كونتريرز فيرنا على موقع Soccerway.com (الإنجليزية)